# Синагога у Загребу
Синагога у Загребу била је главни молитвени дом јеврејске заједнице у Загребу у данашњој Хрватској. Изграђена је 1867. године у Краљевини Хрватска-Славонија у саставу Аустријског царства, и Служила је својој намени све док је нису девастирале а потом срушиле фашистичке власти 1941. године у Независној држави Хрватској чија је политика према Јеврејима била усклађеној са Националсоцијализмом.
Синагога у стилу мађарског препорода, пројектовао је Leopoldstädter Tempel из Беча на локацији  у данашњој Прашкој улици. То је једина наменски изграђена јеврејска синагога у историји града Загреба. Била је то једна од најистакнутијих јавних зграда у граду, као и један од најцењенијих примера архитектуре синагога у региону.
Од 1980-их планирана је обнова синагоге на њеном првобитном месту. Због различитих политичких околности постигнут је врло ограничен напредак, јер постоје велике несугласице између владе и јеврејских организација око тога колико ко треба да буду укључене у одлуке о пројекту реконструкције, укључујући предложени дизајн и карактер нове зграде.

## Историја
Охрабрени едиктом о религији цара Јозефа II. од 1782. Јевреји су се трајно настанили у Хрватској крајем 18. века, а Јеврејска заједница основана је 1806. године.
Јеврејска заједница у Загребу имала је једног рабина 1809. године, а 1811. године добила је и своје гробље. Заједници је било дозвољено велика да купи земљиште за изградњу синагоге 1833. године, али у то време не и довољно новца за почетак њене изградње. Услови за то створили су се 1855. године када је заједница Јевреја у Загребу нарасла на 700 чланова, тако да је 30. октобра исте године донета одлука о изградњи синагоге.
Грађевински одбор који је именован 1861. године, за изградњу синагоге у Загребу изабрао је и купио земљиште на углу улице Марије Валерије (данашња Прашка) и Трга бана Јелачића. Међутим, како је новим урбанистичким планом (који је промењен 1864. године) смањен расположив простора за изградњу синагоге, заједница је одлучила да накнадно купи још 1.540 м² земљишта око 80 метара удаљеног од првобитно планиране локације, како би се задовољили услови потребни за изградњу.
Почетком 20. века у Хрватској и Славонији било је 27 јеврејских општина, а највеће су биле у Загребу и Осијеку, које су имале по 2.000 људи (4% становништва Загреба и 8% становништва Осијека). У 14 општина било је преко 200 људи. Једанаест општина имало је своје рабине, а у осталим су били рабински изасланици. Постојале су четири јеврејске школе, у Загребу, Осијеку, Земуну и Вуковару. Већа заједница је била напредна (само две су биле православне), па су у својим синагогама имале органе.
На подручју Хрватске и Славоније у првим годинама 20. века Јевреји су били присутни у свим занимањима, чак и у пољопривреди, што је била реткост у другим европским регионима. Међутим, углавном су се бавили трговином на велико и мало. Јеврејски индустријалци управљали су већином дрвне индустрије. Од 200 правника, тридесет су били Јевреји. Поред тога, десет је било судија. Педесет јеврејских лекара имало је своју приватну ординацију. У интелектуалном пољу била је важна Задруга јеврејске омладине у Загребу, основана 1899. године, која је проучавала историју и науку. Према подацима из 1910. године, у Хрватској и Славонији:
- 48,64% свих Јевреја бавило се трговином,
- 25,95% индустријом и занатством,
- 4,12% транспортом,
- 6,46% слободним занимањима,
- 2,45% јавном службом.

## Изградња и изглед
Након куповине плаца и добијених дозвола за градњу синагоге од власти у Загребу, за главног архитекту изградње синагоге изабран је један од  представник историцизма, Фрањо Клеин, загребчанин рођен у Бечу. Он је синагогу пројектовао по узору на псеудомаурски бечки Леополдшатдтер храм, који је пројектирао Лудвиг Форстер. Наиме ова грађевина је временом постала прототип за градњу синагога у Средњој Европи. Међутим иако је Клеин за Загребачку синагогу користио већ развијен облик заобљеног лука (Рундбогенстил), он са ње није преузео Фостерове ране оријенталне мотиве.
Главно прочеље синагоге, било је са доминантним извученим и повишеним планом, а доња страна са два симетрична дела, која врше  унутрашњу поделу на три брода. У приземљу на предњој страни био је саграђен тролучни улаз и бифора, док је на првом спрату био изграђен високи трифоријум са повишеним луком и четверолистним розетама на степеништу.
Синагога се простирала на већем делу плаца: била је окренута према западу, а сам храм био је увучен у односу на улицу (што је било у складу са аустроугарским прописима, по којима  је морао да постојати предпростор, односно двориште испред саме синагоге, који онемогућава некатоличким црквама јавни улаз са улице и истурање торњева и звона). Синагога је имала  широк и нешто виши средишњи брод и два нижа брода и, за разлику од Форстерове синагоге у Бечу, није имала облик базилике.
Радови су почели 1866, а синагога је завршена следеће 1867. године, када је и званично освештана. Освештењу 27. септембра 1867. године. присуствовали су представници градских и регионалних власти, јавне личности Загреба и мноштво грађана.
Синагога је према свом изгледу и положају била прва истакнута зграда у загребачком доњем граду, а њена архитектура и величина изазивали су опште дивљење и похвале грађана и познавалаца архитектуре.